# Животовский, Борис Давидович
Борис Давидович Животовский — биолог, доктор биологических наук, профессор, лауреат Государственной премии СССР, заведующий лабораторией исследования механизмов апоптоза факультета фундаментальной медицины МГУ.

## Биография
Окончил Ленинградский химико-фармацевтический институт (1970).
Защитил диссертацию «Молекулярные характеристики генома крыс после рентгеновского облучения» на степень кандидата биологических наук (1975).
Защитил диссертацию «Молекулярные механизмы радиационно-индуцированной программируемой гибели лимфоидных клеток» на степень доктора биологических наук (1988).
Получил звание профессора (2002).
Заведующий лабораторией исследования механизмов апоптоза факультета фундаментальной медицины МГУ.
Профессор Каролинского института в Стокгольме.
Лауреат Государственной премии СССР (1987).
Область научных интересов: механизмы гибели клеток по типу апоптоза и аутофагии; борьба с раковыми заболеваниями.
Читает на факультете фундаментальной медицины МГУ курсы «Токсикология в медицине» и «Программируемая гибель клеток».
Соавтор более 300 научных статей, выступил руководителем 18 диссертаций.